# Farbqualitätsskala
Die Farbqualitätsskala (englisch Color quality scale, CQS) bezeichnet ein quantitatives Verfahren zur Bestimmung der Farbwiedergabe einer Lichtquelle. Eine spektral vermessene Lichtquelle erhält mit dem Verfahren einen Zahlenwert zwischen 0 und 100. Der Index einer Lichtquelle beschreibt die Wiedergabeeigenschaft für Farbe zu einer vergleichbaren Referenzlichtquelle. CQS wurde vom NIST entwickelt, um den einige Mängel aufweisende und verbreiteten Farbwiedergabeindex Ra zu ersetzen. Ähnlich wie viele andere Bewertungsmaßstäbe der Farbmetrik bewertet die Farbqualitätsskala die Wiedergabe einzelner genormter Farbproben.

## Historie
Der genormte Farbwiedergabeindex Ra enthält eine sehr einfache Metrik, er vergleicht Test- mit Referenzlichtquelle anhand von acht ungesättigten Farbkarten. Das Ziel seiner Einführung war die Bewertung der Farbtreue von Leuchtstofflampen. Dieses Ziel wurde mit diesem Standard gut erfüllt. Bei der Bewertung anderer Lichtquellen zeigte er jedoch Schwächen.
Es wurden verschiedene Vorschläge zur Ablösung des Farbwiedergabeindex unterbreitet, diese konnten den bereits etablierten Standard nicht verdrängen. Keiner der Vorschläge selbst wurde standardisiert.
Vorgeschlagene Ersatzmaßstäbe waren:
- „8-band Spectral Band Method“ abgeleitet von Full Radiator<-- bitte erklären wer oder was "Full Radiator" ist -->
- Flattery Index for Artificial Illumination (Deane Judd, 1967)
- Color Discrimination Index (Thornton, 1972)
- Color Preference Index (Thornton, 1974)
- Cone Surface Area (Fotios, 1997)
- Color Rendering Capacity (Xu, 1993)
- Feeling of Contrast Index (Hashimoto, Yano, Nayatani, 2000)

Mit dem steigenden Anteil an LED-Lichtquellen wurden Änderungen der Farbmetrik nötig, da der Farbwiedergabeindex bestimmte LED-Lichtquellen gegenüber anderen Lichtquellen benachteiligt. Untersuchungen am subjektiven Farbeindruck zeigten die schlechte Korrelation zwischen empfundener Farbqualität und dem Farbwiedergabeindex.

## Unterschiede zum Farbwiedergabeindex
Die Testfarben der Farbqualitätsskala sind im Gegensatz zum Ra alle gesättigt. Erst dadurch ist eine stichhaltige  Aussage über die Wiedergabe gesättigter Farben möglich. Bei der Farbqualitätsskala ist die Annahme unterlegt, dass die ungesättigten Farben durch die Lichtquelle auf Grund von Skaleneffekten ebenso gut wiedergegeben werden. Der neuere Ansatz gelingt wiederum durch einen Vergleich mit einer Referenzlichtquelle, diese wird jedoch nicht als das Maß aller Dinge betrachtet, allerdings wird eine Überbetonung einer Farbe nicht negativ bewertet, also im CQS nicht bestraft. Bei der Farbqualitätsskala wird der Zahlenwert als quadratisches Mittel – nicht wie beim Farbwiedergabeindex als arithmetisches Mittel – bestimmt. Dies führt zu einer stärkeren Abwertung bei einzelnen besonders schlecht wiedergegebenen Farben.